# ÖHB-Cup 2011/12
Der ÖHB-Cup 2011/12 war die 25. Austragung des österreichischen Handballcupwettbewerbs der Herren. Cupsieger wurde der Handballclub Fivers Margareten mit einem Sieg über Alpla HC Hard.

## Hauptrunden

### 1. Runde
An der 1. Runde nahmen sieben Vertreter der Landesverbände, neun Mannschaften der Handball Bundesliga Austria und sieben Teams der Handball Liga Austria teil. Es hatten immer die spielklassentieferen Vereine Heimrecht, wurden zwei gleichklassige Mannschaften gezogen, hatte der zuerst gezogene Verein den Vorzug. UHC Salzburg, W.A.T. Fünfhaus und ATV Auto Pichler Trofaiach bekamen ein Freilos zugewiesen.
| Handball Liga Austria | Handball Bundesliga Austria | Landesliga |
| - HC Linz AG - SG Handball West Wien - Alpla HC Hard - HIT Innsbruck - UHK Krems - Union Leoben - HSG Raiffeisen Bärnbach/Köflach | - UHC Erste Bank Hollabrunn - HC kelag Kärnten - ATV Auto Pichler Trofaiach - UHC Stockerau - UHC Gänserndorf - SK Pastl Traun - SC Ferlach - SU Falkensteiner Katschberg – St. Pölten - HC Shoppingcity Seiersberg - W.A.T. Fünfhaus | - HC ece bulls Bruck - SG P'dorf Devils/aon Fivers - HC MGT BW Feldkirch - Sportunion Edelweiß Linz - UHC Salzburg - Union West Wien |

Die Spiele der 1. Runde fanden vom 11. Oktober bis 3. November 2011 statt. Die Gewinner der einzelnen Partien zogen in die zweite Runde ein.
| Datum, Uhrzeit           | Heimmannschaft                                           | Ergebnis          | Gastmannschaft                                        |
| ------------------------ | -------------------------------------------------------- | ----------------- | ----------------------------------------------------- |
| 11. Okt. 2011, 19:30 Uhr | SG Handball West Wien (1L) 7 Ivanović                    | 29 : 26 (16 : 13) | UHK Krems (1L) 10 Schopf                              |
| 12. Okt. 2011, 20:15 Uhr | Sportunion Edelweiß Linz (LL) 9 Gleichfeld, Hinterreiter | 31 : 20 (15 : 8)  | UHC Stockerau (2L) 5 Simunic                          |
| 18. Okt. 2011, 20:00 Uhr | SG P'dorf Devils/aon Fivers (LL) 7 Seidl                 | 32 : 27 (14 : 15) | SU Falkensteiner Katschberg – St. Pölten (2L) 7 Bertl |
| 19. Okt. 2011, 19:00 Uhr | Alpla HC Hard (1L) 5 Schmid, Krsmančić                   | 31 : 21 (14 : 14) | HSG Raiffeisen Bärnbach/Köflach (1L) 7 Jandl          |
| 19. Okt. 2011, 19:00 Uhr | UHC Gänserndorf (2L) 10 Bohunicky                        | 28 : 29 (14 : 14) | HC Shoppingcity Seiersberg (2L) 11 Gasperov           |
| 19. Okt. 2011, 20:00 Uhr | UHC Erste Bank Hollabrunn (2L) 8 Stachovic               | 24 : 30 (12 : 12) | Union Leoben (1L) 7 Balomenos, Santos                 |
| 23. Okt. 2011, 16:00 Uhr | Union West Wien (LL) 10 Felsenstein                      | 28 : 26 (13 : 11) | HC MGT BW Feldkirch (LL) 10 Franz                     |
| 26. Okt. 2011, 17:00 Uhr | HC ece bulls Bruck (LL) 8 Jantscher                      | 31 : 26 (13 : 11) | SK Pastl Traun (2L) 13 Varilek                        |
| 31. Okt. 2011, 19:00 Uhr | SC Ferlach (2L) 7 Pomorisac, Dobnik                      | 25 : 40 (12 : 20) | HC Linz AG (1L) 14 Papsch                             |
| 3. Nov. 2011, 19:30 Uhr  | HC kelag Kärnten (2L) 7 Pontasch-Müller                  | 25 : 31 (10 : 15) | HIT Innsbruck (1L) 8 Walter                           |

### 2. Runde
An der 2. Runde nahmen 16 Klubs teil: die drei Erstligisten, die an internationalen Bewerben teilnahmen. Außerdem waren die Sieger der 1. Runde qualifiziert. Es hatten immer die spielklassentieferen Vereine Heimrecht, wurden zwei gleichklassige Mannschaften gezogen, hatte die erst gezogene den Vorzug.
| Handball Liga Austria | Handball Bundesliga Austria                                              | Landesliga |
| - HC Linz AG - SG Handball West Wien - Alpla HC Hard - Union Leoben - HIT Innsbruck - Handballclub Fivers Margareten - ULZ Schwaz - Bregenz Handball | - ATV TDE Group Trofaiach - HC Shoppingcity Seiersberg - W.A.T. Fünfhaus | - HC ece bulls Bruck - HC JCL BW Feldkirch - Sportunion Edelweiß Linz - Union West Wien - SG P'dorf Devils/aon Fivers - UHC Salzburg |

Die Spiele der 2. Runde fanden von 23. November bis 15. Dezember 2011 statt. Die Gewinner der einzelnen Partien zogen ins Viertelfinale ein.
| Datum, Uhrzeit           | Heimmannschaft                                            | Ergebnis          | Gastmannschaft                                       |
| ------------------------ | --------------------------------------------------------- | ----------------- | ---------------------------------------------------- |
| 23. Nov. 2011, 18:00 Uhr | W.A.T. Fünfhaus (2L) 7 Biber, Radic                       | 30 : 22 (12 : 10) | ATV TDE Group Trofaiach (2L) 5 Huber, Neuhold        |
| 25. Nov. 2011, 20:15 Uhr | Sportunion Edelweiß Linz (LL) 6 Gleichfeld                | 26 : 23 (12 : 13) | Union West Wien (LL) 8 Uher                          |
| 29. Nov. 2011, 19:00 Uhr | HC Linz AG (1L) 6 Krnjajac                                | 26 : 37 (13 : 18) | Handballclub Fivers Margareten (1L) 6 Kirveliavičius |
| 30. Nov. 2011, 19:30 Uhr | HC Shoppingcity Seiersberg (2L) 6 Maier                   | 20 : 26 (10 : 12) | Union Leoben (1L) 7 Santos                           |
| 2. Dez. 2011, 19:00 Uhr  | HC ece bulls Bruck (LL) 6 Jantscher                       | 15 : 41 (5 : 19)  | Alpla HC Hard (1L) 8 Tanasković                      |
| 4. Dez. 2011, 17:00 Uhr  | UHC Salzburg (LL) 5 Feichtinger                           | 21 : 44 (9 : 24)  | SG Handball West Wien (1L) 10 Machinek               |
| 13. Dez. 2011, 19:00 Uhr | Bregenz Handball (1L) 9 Arnaudovski                       | 31 : 30 (14 : 17) | HIT Innsbruck (1L) 8 Babarskas                       |
| 15. Dez. 2011, 19:15 Uhr | SG P'dorf Devils/aon Fivers (LL) 3 Himmler, Pich, Haunold | 17 : 36 (5 : 12)  | ULZ Schwaz (1L) 9 Wanitschek                         |

### Viertelfinale
Am Viertelfinale nahmen 8 Klubs teil: Die Sieger der 2. Runde. Es hatten immer der spielklassentieferen Vereine Heimrecht, wurden zwei gleichklassige Mannschaften gezogen, hatte die erst gezogene den Vorzug.
| Handball Liga Austria                                                                                                   | Handball Bundesliga Austria | Landesliga                 |
| - SG Handball West Wien - Bregenz Handball - Handballclub Fivers Margareten - ULZ Schwaz - Union Leoben - Alpla HC Hard | - W.A.T. Fünfhaus           | - Sportunion Edelweiß Linz |

Das Viertelfinale fand von 3. Februar bis 4. Februar 2012 statt. Die Gewinner der einzelnen Partien zogen ins Final Four ein.
| Datum, Uhrzeit          | Heimmannschaft                             | Ergebnis          | Gastmannschaft                                       |
| ----------------------- | ------------------------------------------ | ----------------- | ---------------------------------------------------- |
| 3. Feb. 2012, 19:00 Uhr | ULZ Schwaz (1L) 4 Zangerl, Andriuska       | 28 : 24 (13 : 8)  | Union Leoben (1L) 8 Illmayer                         |
| 3. Feb. 2012, 19:00 Uhr | Alpla HC Hard (1L) 6 Jochum, Tanasković    | 24 : 25 (12 : 11) | Handballclub Fivers Margareten (1L) 6 Kirveliavičius |
| 4. Feb. 2012, 18:00 Uhr | Sportunion Edelweiß Linz (LL) 6 Gleichfeld | 24 : 25 (12 : 11) | W.A.T. Fünfhaus (2L) 12 Biber                        |
| 4. Feb. 2012, 20:00 Uhr | Bregenz Handball (1L) 7 Mayer, Arnaudovski | 29 : 27 (14 : 13) | SG Handball West Wien (1L) 4 Machinek, Wagner        |

## Finalrunden
Die Endrunde, das Final Four, fand in der Sporthalle Margareten in Wien am 13. und 14. April 2012 statt.

### Halbfinale
Für das Halbfinale waren folgende Mannschaften qualifiziert:
| Handball Liga Austria                                            | Handball Bundesliga Austria |
| - Bregenz Handball - Handballclub Fivers Margareten - ULZ Schwaz | - W.A.T. Fünfhaus           |

Die Spiele der Halbfinals fanden am 13. April 2012 statt. Der Gewinner jeder Partie zog in das Finale des ÖHB-Cups 2011/12 ein.
| ULZ Schwaz   | ULZ Schwaz              | ULZ Schwaz  | ULZ Schwaz | ULZ Schwaz | 28 (15) | - | 22 (14) | W.A.T. Fünfhaus | W.A.T. Fünfhaus | W.A.T. Fünfhaus | W.A.T. Fünfhaus      | W.A.T. Fünfhaus |
| ------------ | ----------------------- | ----------- | ---------- | ---------- | ------- | - | ------- | --------------- | --------------- | --------------- | -------------------- | --------------- |
| Rückennummer | Spieler                 | Gelbe Karte |            | Rote Karte | Tore    |   | Tore    | Gelbe Karte     |                 | Rote Karte      | Spieler              | Rückennummer    |
| 1            | Christian Aigner        |             |            |            | 0       |   | 0       |                 |                 |                 | Kristijan Milanovic  | 2               |
| 3            | Julius Hoflehner        |             |            |            | 7       |   | 3       | 1               | 1               |                 | Jakob Jochmann       | 3               |
| 4            | Patrik Juric            |             |            |            | 0       |   | 0       |                 |                 |                 | Patrick Depauly      | 7               |
| 5            | Fabian Posch            |             |            |            | 4       |   | 7       |                 | 1               |                 | Patrik Nagy          | 8               |
| 8            | Andreas Lassner         |             | 1          |            | 2       |   | 0       |                 |                 |                 | Edin Kadic           | 10              |
| 8            | Philip Zangerl          |             | 1          |            | 4       |   | 3       |                 | 1               |                 | Philipp Biber        | 11              |
| 14           | Krešimir Maraković      |             |            |            | 0       |   | 0       |                 |                 |                 | Alexander Kirchknopf | 12              |
| 16           | Franz Stefan Stockbauer |             |            |            | 0       |   | 1       | 1               |                 |                 | Goran Vuksa          | 22              |
| 20           | Christoph Svoboda       |             | 2          |            | 6       |   | 2       | 1               | 1               |                 | Andreas Suritsch     | 23              |
| 22           | Sebastian Feichtinger   |             |            |            | 2       |   | 0       |                 |                 |                 | Thomas Hurich        | 25              |
| 23           | Manuel Gierlinger       |             | 1          |            | 1       |   | 2       |                 |                 |                 | Maximilian Wagner    | 55              |
| 26           | Balthasar Huber         |             |            |            | 0       |   | 1       |                 |                 |                 | Bernhard Pummer      | 65              |
| 28           | Alexander Wanitschek    |             |            |            | 1       |   | 3       |                 | 1               |                 | Nemanja Stevanovic   | 88              |
| 89           | Philipp Pöhl            | 1           |            |            | 1       |   | 0       |                 |                 |                 | Boris Lukajic        | 89              |
| Trainer      | Thomas Lintner          |             |            |            |         |   |         |                 |                 |                 | Wolfgang Jochmann    | Trainer         |

| Handballclub Fivers Margareten | Handballclub Fivers Margareten | Handballclub Fivers Margareten | Handballclub Fivers Margareten | Handballclub Fivers Margareten | 32 (12) | - | 28 (17) | Bregenz Handball | Bregenz Handball | Bregenz Handball | Bregenz Handball   | Bregenz Handball |
| ------------------------------ | ------------------------------ | ------------------------------ | ------------------------------ | ------------------------------ | ------- | - | ------- | ---------------- | ---------------- | ---------------- | ------------------ | ---------------- |
| Rückennummer                   | Spieler                        | Gelbe Karte                    |                                | Rote Karte                     | Tore    |   | Tore    | Gelbe Karte      |                  | Rote Karte       | Spieler            | Rückennummer     |
| 15                             | Mathias Nikolic                |                                |                                |                                | 1       |   | 9       |                  | 1                |                  | Lucas Mayer        | 2                |
| 35                             | Leopold Hellerich              |                                | 1                              |                                | 1       |   | 3       |                  |                  |                  | Risto Arnaudovski  | 3                |
| 50                             | Martin Abadir                  | 1                              |                                |                                | 4       |   | 2       |                  |                  |                  | Lukas Frühstück    | 4                |
| 51                             | Serhij Bilyk                   |                                |                                |                                | 0       |   | 1       |                  |                  |                  | Marian Klopcic     | 5                |
| 52                             | Bastian Molecz                 |                                |                                |                                | 0       |   | 4       |                  |                  |                  | Alexander Wassel   | 8                |
| 53                             | Jörg Merten                    |                                |                                |                                | 0       |   | 1       |                  |                  |                  | Peter Harrich      | 9                |
| 54                             | Vytautas Žiūra                 | 1                              |                                |                                | 3       |   | 0       |                  |                  |                  | Stefan Schimpl     | 12               |
| 55                             | Tomas Eitutis                  | 1                              |                                |                                | 5       |   | 1       | 1                | 1                |                  | Matthias Günther   | 13               |
| 57                             | Herbert Jonas                  |                                |                                |                                | 3       |   | 0       |                  |                  |                  | Julian Rauch       | 14               |
| 58                             | Florian Laggner                |                                |                                |                                | 1       |   | 2       |                  |                  |                  | Gernot Watzl       | 17               |
| 59                             | Markus Kolar                   |                                |                                |                                | 3       |   | 0       |                  |                  |                  | Goran Aleksić      | 21               |
| 75                             | Martin Fuger                   |                                | 3                              | 1                              | 2       |   | 0       |                  |                  |                  | Markus Wagesreiter | 22               |
| 85                             | Christoph Edelmüller           |                                |                                |                                | 4       |   | 4       | 1                | 1                |                  | Vedran Banić       | 32               |
| 95                             | Romas Kirveliavičius           |                                | 1                              |                                | 5       |   | 1       | 1                | 1                |                  | Andraz Podvrsic    | 36               |
| Trainer                        | Peter Eckl                     |                                |                                |                                |         |   |         |                  |                  |                  | Miroslav Radojicic | Trainer          |

### Finale
Das Finale fand am 14. April 2012 statt. Der Gewinner der Partie ist Sieger des ÖHB-Cups 2011/12.
| Handballclub Fivers Margareten | Handballclub Fivers Margareten | Handballclub Fivers Margareten | Handballclub Fivers Margareten | Handballclub Fivers Margareten | 33 (12, 24, 29) | - | 31 (10, 24, 29) | ULZ Schwaz  | ULZ Schwaz | ULZ Schwaz | ULZ Schwaz              | ULZ Schwaz   |
| ------------------------------ | ------------------------------ | ------------------------------ | ------------------------------ | ------------------------------ | --------------- | - | --------------- | ----------- | ---------- | ---------- | ----------------------- | ------------ |
| Rückennummer                   | Spieler                        | Gelbe Karte                    |                                | Rote Karte                     | Tore            |   | Tore            | Gelbe Karte |            | Rote Karte | Spieler                 | Rückennummer |
| 5                              | Christoph Edelmüller           | 1                              |                                |                                | 3               |   | 0               |             |            |            | Christian Aigner        | 1            |
| 15                             | Mathias Nikolic                |                                |                                |                                | 0               |   | 2               |             | 1          |            | Julius Hoflehner        | 3            |
| 35                             | Leopold Hellerich              |                                |                                |                                | 3               |   | 0               |             |            |            | Patrik Juric            | 4            |
| 50                             | Martin Abadir                  |                                | 3                              | 1                              | 2               |   | 1               | 1           |            |            | Andreas Lassner         | 7            |
| 51                             | Serhij Bilyk                   |                                |                                |                                | 0               |   | 1               | 1           | 2          |            | Philip Zangerl          | 8            |
| 52                             | Bastian Molecz                 |                                |                                |                                | 0               |   | 3               | 1           |            |            | Krešimir Maraković      | 14           |
| 54                             | Vytautas Žiūra                 |                                | 2                              |                                | 5               |   | 1               |             |            |            | Fabian Posch            | 15           |
| 55                             | Tomas Eitutis                  |                                |                                |                                | 3               |   | 0               |             |            |            | Franz Stefan Stockbauer | 16           |
| 57                             | Herbert Jonas                  |                                |                                |                                | 1               |   | 9               |             | 1          |            | Christoph Svoboda       | 20           |
| 58                             | Florian Laggner                |                                |                                |                                | 0               |   | 6               |             |            |            | Sebastian Feichtinger   | 22           |
| 59                             | Markus Kolar                   | 1                              | 3                              | 1                              | 4               |   | 7               |             |            |            | Manuel Gierlinger       | 23           |
| 65                             | Jörg Merten                    |                                |                                |                                | 1               |   | 0               |             |            |            | Alexander Wanitschek    | 28           |
| 75                             | Martin Fuger                   |                                |                                |                                | 6               |   | 1               |             | 2          |            | Philipp Pöhl            | 89           |
| 95                             | Romas Kirveliavičius           |                                | 1                              |                                | 5               |   |                 |             |            |            |                         |              |
| Trainer                        | Peter Eckl                     | 1                              |                                |                                |                 |   |                 | 1           |            |            | Thomas Lintner          | Trainer      |

Schiedsrichter: Radojko Brkic & Andrei Jusufhodzic